# Навроцький Осип
О́сип Навро́цький  (24 березня 1890 с. Голгоча, Підгаєцький район, Тернопільська область — 6 серпня 1972, Вінніпег, Канада) — український громадський і політичний діяч.

## Життєпис
Народився 24 березня 1890 в селі Голгоча тепер Підгаєцького району Тернопільської області.

Старшини УСС, зліва направо: Петро Дідушок, Осип Навроцький, Дмитро Вітовський, Іван Роґульський, Михайло Матчак

### Освіта
У 1900–1908 навчався у Бережанській гімназії, тут склав матуру в липні 1908. 1913 року закінчив юридичний факультетт Львівського університету. Очолював Український Студентський Союз (1912–1913).

### Перша світова війна
Учасник Першої світової війни, служив у Легіоні Українських Січових Стрільців. З 1914 — стрілець у сотні Василя Дідушка, брав участь у боях УСС в Карпатах. У 1915 — хорунжий, командант чоти в сотнях Омеляна Левицького і Дмитра Вітовського.
У вересні 1916 як командант сотні потрапив у російський полон під Потуторами. Після звільнення з полону повернувся в Галичину. Брав участь в польсько-українській війні 1918—1919, був поручником, згодом сотником Української Галицької Армії, пізніше-квартирмейстером 5-ї Херсонської дивізії Армії УНР.

### Політична й громадська діяльність
У вересні 1920 — один із трьох співзасновників Української Військової Організації. До часу приїзду до Львова у травні 1921 полковника Євгена Коновальця і переняття ним команди — виконувач обов'язків голови Колегії УВО. У роках 1920–1926 — член Начальної Команди УВО.
З вересня 1920 — член головної управи Української радикальної партії. За головства Лева Бачинського — генеральний серетар; за головства Івана Макуха (до 31 грудня 1933) — заступник голови.
У роках 1923–1926 — член Головного виділу Товариства «Просвіта» і член Головної управи Українського педагогічного товариства «Рідна Школа» у Львові. Редактор місячника «Службовик».
Від листопада 1920 до 17 вересня 1939 — завідувач управи Військово-історичного видавництва «Червона Калина» у Львові.
Ув'язнений у польській тюрмі на вулиці Баторія у зв'язку з атентатом Степана Федака (жовтень 1920 — лютий 1921); у зв'язку з атентатом на професора Сидора Твердохліба (жовтень 1922 — травень 1923).

### Друга світова війна
У роки гітлерівської окупації західноукраїнських земель — голова Українського Допомогового Комітету в Криниці на Лемківщині (березень 1940-квітень 1942); заступник голови Українського Допомогового Комітету у Львові (січень-квітень 1943).
Квітень 1943 — квітень 1945 — начальник канцелярії Військової Управи Дивізії «Галичина».

### Еміграція
Від жовтня 1948 жив у Канаді (Вінніпег). Від 1948 до 1962 очолював канцелярію Комітету українців Канади (КУК). 
Автор нарису «Зустріч батька з сином» у збірнику «Бучач і Бучаччина» про о. Володислава Носковського та його сина Зенона.
25 вересня 1960 нагороджений Воєнним Хрестом.
Помер у Вінніпегу. Похований на цвинтарі Всіх Святих у місті Іст Сент Пол, провінції Манітоба, Канада.